# Billingsjön
Billingsjön är en sjö i Malung-Sälens kommun och Älvdalens kommun i Dalarna och ingår i Dalälvens huvudavrinningsområde. Sjön har en area på 0,314 kvadratkilometer och ligger 463,3 meter över havet. Sjön avvattnas av vattendraget Billingsån.

## Delavrinningsområde
Billingsjön ingår i det delavrinningsområde (679633-137053) som SMHI kallar för Mynnar i Vanån. Medelhöjden är 454 meter över havet och ytan är 12,75 kvadratkilometer. Det finns ett avrinningsområde uppströms, och räknas det in blir den ackumulerade arean 30,8 kvadratkilometer. Billingsån som avvattnar avrinningsområdet har biflödesordning 4, vilket innebär att vattnet flödar genom totalt 4 vattendrag innan det når havet efter 427 kilometer. Avrinningsområdet består mestadels av skog (61 procent) och sankmarker (33 procent). Avrinningsområdet har 0,32 kvadratkilometer vattenytor vilket ger det en sjöprocent på 2,5 procent.